# Kazuya Maekawa
Kazuya Maekawa (em japonês, 前川 和也 - Maekawa Kazuya - Hirado, 22 de março de 1968) é um ex-futebolista japonês que atuava como goleiro.

## Carreira
Educado na Hirado High School, Maekawa estreou no futebol atuando pelo time da escola, profissionalizando-se ainda em 1986.
Estreou no Mazda FC (atual Sanfrecce Hiroshima) no mesmo ano, quando o Japão ainda não possuía liga profissional de futebol, coisa que só ocorreria em 1993, quando o Mazda passou a se chamar Sanfrecce Hiroshima. Foram 208 partidas com a camisa dos violetas.
Maekawa parou de jogar em 2001, no Oita Trinita.

## Seleção
Maekawa debutou na Seleção Japonesa em 1992, num amistoso contra País de Gales. Fez parte do elenco campeão da Copa da Ásia do mesmo ano, disputando duas partidas em decorrência da suspensão do titular Shigetatsu Matsunaga.